# 余諒
余諒（1431年—1484年），名友谅，字以貞，廣東廣州府新會縣人（今開平市沙岡泗邊村），明朝政治人物。進士出身。嘉靖二十五年入祀鄉賢。《進士題名碑》誤作虞諒。

## 生平
廣東鄉試第七十七名。天順八年（1464年）甲申科會試第一百三十三名，殿試登進士第三甲第一百零四名。

## 家族
十一世祖余靖。曾祖父余宗禧，字尚德。祖父余真璞，号松溪渔隐。父亲余復初，号讷庵，洪武年赠监察御史。